# بخور عبادت کن عشق بورز
بخور عبادت کن عشق بورز (به انگلیسی: Eat Pray Love) فیلمی از رایان مورفی محصول سال ۲۰۱۰ میلادی است. جولیا رابرتس و خاویر باردم از بازیگران این فیلم هستند. برد پیت و جولیا رابرتس از تهیه‌کنندگان فیلم بوده‌اند.
ساخت فیلم از اوت ۲۰۰۹ آغاز شد و فیلم در نیویورک (آمریکا) ناپل (ایتالیا) بالی (اندونزی) و قسمتی هم در هندوستان فیلمبرداری شده‌است.

## داستان
الیزابت گیلبرگ زنی است که بعد از شکستی در بارداری و طلاق از همسرش، به این فکر می‌افتد که برای درک ارزش زندگی دست به مسافرتی دور دنیا بزند. او چهار ماه در ایتالیا می‌ماند و غذا می‌خورد (بخور) چهار ماه در هند عبادت می‌کند (عبادت کن) و حالا که دو ارزش زندگی را یافته می‌خواهد تناسبی بین عبادت و خوردن پیدا کند که به‌طور شگفت‌انگیزی به ارزش عشق می‌رسد (عشق بورز)....